# Hervé Riesen
 (janvier 2021).
Si vous disposez d'ouvrages ou d'articles de référence ou si vous connaissez des sites web de qualité traitant du thème abordé ici, merci de compléter l'article en donnant les références utiles à sa vérifiabilité et en les liant à la section « Notes et références ».
Pour les articles homonymes, voir Riesen.
Hervé Riesen, né le 30 mars 1971 à Rillieux, est un animateur, programmateur et dirigeant radio français. De 2008 à 2011, il est directeur de la station radio Le Mouv'.  Actuellement directeur adjoint de FIP la station musicale de Radio France.

## Biographie
Hervé Hervé Riesen, né le 30 mars 1971 à Rillieux, est un animateur , programmateur et dirigeant radio français actuellement directeur adjoint à la direction des antennes et des programmes de Radio France . Il commence sa carrière en 1986 en tant qu'animateur sur plusieurs stations lyonnaises 
Hervé Riesen intègre Europe 2 en décembre 1990 avant de mettre en place l’antenne du réseau suisse Couleur 3 en France. 
En octobre 1997, il intègre le Mouv’ (aujourd’hui Mouv’) puis France Inter, en février 2000, en qualité de programmateur musical.
En novembre 2003, Hervé Riesen rejoint Couleur 3 en Suisse, avant d’être nommé responsable du pôle de programmation musicale des quatre radios de la Radio Suisse Romande : La 1ère, Couleur 3, Option Musique et World Radio Switzerland. 
Le 31 mars 2006 il fête ses 20 ans de radio en réunissant sur scène Lee Perry et le groupe culte The Fall de Mark.E.smith. Le concert se déroule aux docks à Lausanne en Suisse. L'affiche est dessinée par le dessinateur Luz déjà auteur d’une bande dessinée consacré au groupe The Fall.
Il est nommé directeur du Mouv’ en 2008 avec le journaliste Gérald Roux comme adjoint  , fonction qu’il occupe jusqu’en 2011 avant de devenir directeur adjoint puis directeur de la direction déléguée aux affaires internationales de Radio France. Il développe de nombreux projets de coopération bilatérale avec l’Afrique. En mars 2012 il accompagne le lancement de JIL FM, première radio jeune en Algérie, appuyé par une tournée de l’Orchestre National de Barbès à l’occasion des 15 ans du groupe. La tournée débute à Alger le 18 mars avec un concert dans l’auditorium de la Radio Algérienne. Les jours suivants le groupe se produit dans le pays à Tizi Ouzou, Tlemcen. Il est à l’origine du grand concert avec Zebda du 4 juillet 2012 devant la grande poste d’Alger à l’occasion du cinquantenaire de l’indépendance de l’Algérie.
En 2014, il fonde à Cotonou le B.I.M (Benin international musical) avec Jérôme Ettinger du groupe Egyptian Project et Aristide Agondanou de l'agence Awo Négocoe. Le groupe est soutenu par Angéliaue Kidjo et joue à guichet fermé au célèbre Carnegie Hall de New York  le 19 octobre 2019:  
En septembre 2015 il est nommé directeur Adjoint des antennes de Radio France par Frédéric Schlesinger.
Le 23 avril 2016 il fête ses 30 ans de radio au Bénin en tant que DJ/animateur sur radio Topka de Cotonou. La radio est installée au cœur du marché Dan Topka, le plus grand d’Afrique de l'ouest étendu sur plus de 10 km. Le même soir un concert est improvisé à Cotonou avec les acteurs de la scène musicale actuelle et les membres du Tout Puissant Orchestre  Poly-Rythmo de Cotonou.
En octobre 2019 il rejoint la direction de la radio FIP.
Hervé Riesen est président du groupe « Eurosonic » au sein de l’Union européenne de radiodiffusion (UER) et vice-président Europe de l’Union radiophonique et télévisuelle internationale (URTI). Il a collaboré et produit régulièrement des émissions de radio à l'étranger notamment avec Patrice Blanc-Francard pour Radio France  (Hambourg, Tlemcen, Alger, Copenhague, Essaouira, Île de la Réunion, Tanger, Agadir, Reykjavík, Oslo, Groningue, Zurich, Cap Vert, Cotonou, Bamako, …) 
Depuis janvier 2011 Hervé Riesen est également intervenant à l’université Paris 3- la Sorbonne nouvelle et anime des cours d'information culturelle dans le cadre du master 2 médiation culturelle, conception et direction de projets culturels.
il est nommé chevalier de l’ordre des Arts et des Lettres par l’arrêté ministériel du 12 avril 2024.